# Ska-P en concierto
Ska-P en concierto (1999) es un álbum en directo del grupo español Ska-P. Fue grabado en la gira europea que llevó a cabo la banda ese año. El álbum sólo fue lanzado en Francia, país en el que se grabaron la mayor parte de las canciones.
Es el álbum con menos canciones de este grupo y de ellas solo cinco forman parte de álbumes anteriores, pues el tema "Rayo Vallecano" no está incluido en ningún disco de estudio.

## Lista de canciones
| Pista | Nombre             | Duración | Álbum original     |
| ----- | ------------------ | -------- | ------------------ |
| 1     | Circo ibérico      | 04:15    | Eurosis            |
| 2     | El gato López      | 02:46    | El vals del obrero |
| 3     | Juan sin Tierra    | 03:16    | Eurosis            |
| 4     | Cannabis           | 05:11    | El vals del obrero |
| 5     | El vals del obrero | 05:11    | El vals del obrero |
| 6     | Como Un Rayo       | 03:22    | Ska-P              |

- Datos: Q3486096